# نیکولای دیمیتریویچ کوزنتسوف (نقاش)
نیکولای دیمیتریویچ کوزنتسوف (روسی: Николай Дмитриевич Кузнецов , دسامبر ۱۸۵۰ – ۲ مارس ۱۹۲۹) نقاش و استاد هنر روسی در آکادمی امپراتوری هنر سنت پترزبورگ بود. کارهای او عمدتاً شامل پرتره‌ها و صحنه‌های ژانر است.

## زندگی‌نامه

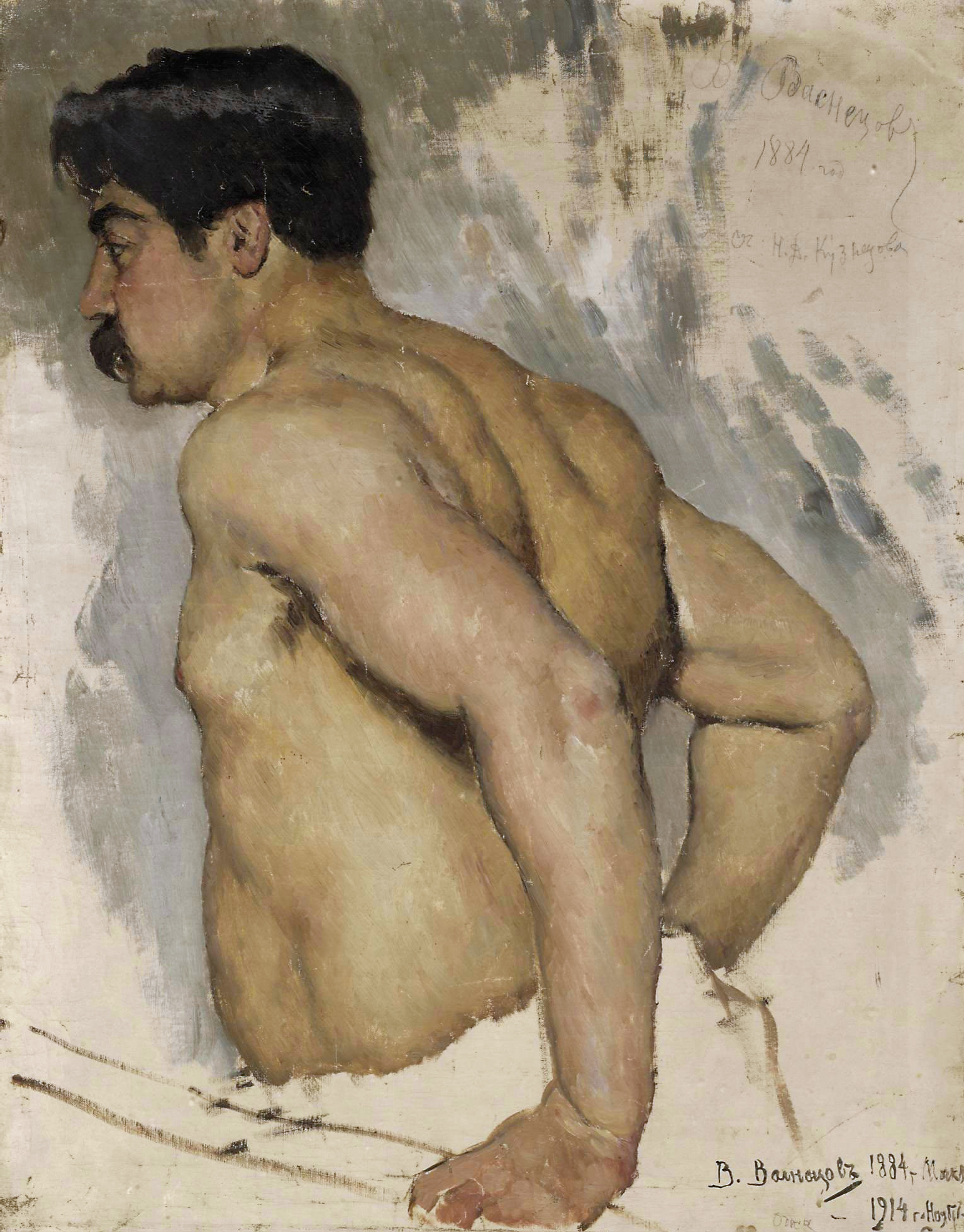
پرتره کوزنتسوف اثر ویکتور واسنتسف (۱۸۸۴)

او پسر یک زمیندار ثروتمند بود و مدرسه را در اودسا آغاز کرد، جایی که استعداد هنری او کشف شد و او شروع به درس خواندن در مدرسه طراحی محلی کرد. از سال ۱۸۷۶ تا ۱۸۸۰، او در آکادمی امپراتوری هنر حضور یافت و در آنجا نزد پاول چیستیاکوف تحصیل کرد. او دانش آموز خوبی به حساب می‌آمد، اما اغلب آکادمی را ترک می‌کرد تا در املاک خانوادگی نقاشی کند. در این زمان، او با موفقیت از خواسته‌های خانواده خود سرپیچی کرد و با یک زن کارگری که در آنجا شاغل بود ازدواج کرد.
پس از فارغ‌التحصیلی، او یک غرفه مکرر در سراسر روسیه و اوکراین بود و کمیسیون‌های متعددی دریافت کرد. پیتر چایکوفسکی و الی متچنیکوف از جمله گردانندگان پرتره او بودند. در این مدت، او به‌طور مکرر از مستعمره آبرامتسوو بازدید می‌کرد. به دلیل هیکل بزرگ و کشتی گیرش، او اغلب به عنوان الگو برای نقاشان دیگر عمل می‌کرد.
پس از یک تصادف در سال ۱۸۸۹، او مجبور شد با عصا راه برود، بنابراین او به‌طور کامل در یک استودیو در املاک خود کار کرد، که محل ملاقات افراد خلاق، از جمله چهره‌هایی مانند فئودور شالیاپین، علاوه بر هنرمندان شد. در سال ۱۸۹۳ که تا حدودی بهبود یافت، استودیوی خود را به اودسا نقل مکان کرد و شروع به نمایشگاه کرد. دو سال بعد به او پیشنهاد استادی در آکادمی امپراتوری داده شد، جایی که او نقاشی جنگی را تدریس کرد، اما در سال ۱۸۹۷ آنجا را ترک کرد و به اودسا بازگشت. در سال ۱۹۰۰، او یک آکادمیک و عضو پردویژنیکی شد. در همان سال، او در نمایشگاه یونیورسل پاریس به نمایش گذاشت. بعدها، او سفرهای زیادی به نمایشگاه‌های سراسر اروپا داشت.
در سال ۱۹۲۰، در طول جنگ داخلی روسیه، با عقب‌نشینی ارتش سفید، او و خانواده اش به یوگسلاوی مهاجرت کردند و در نهایت در سارایوو ساکن شدند، جایی که در سال ۱۹۲۹ درگذشت
دختر او خواننده اپرا ماریا نیکولاونا کوزنتسوا بود.

## پرتره‌های منتخب

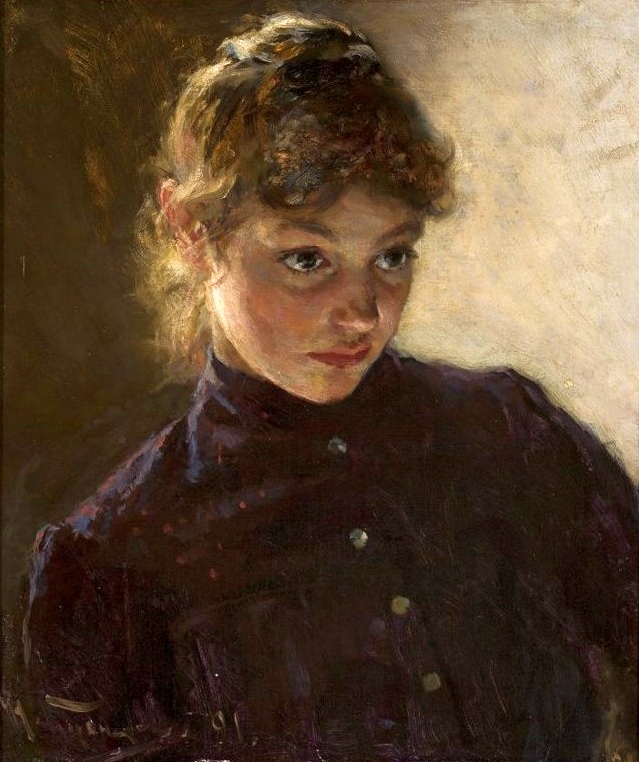
دختر جوان (۱۸۹۱)
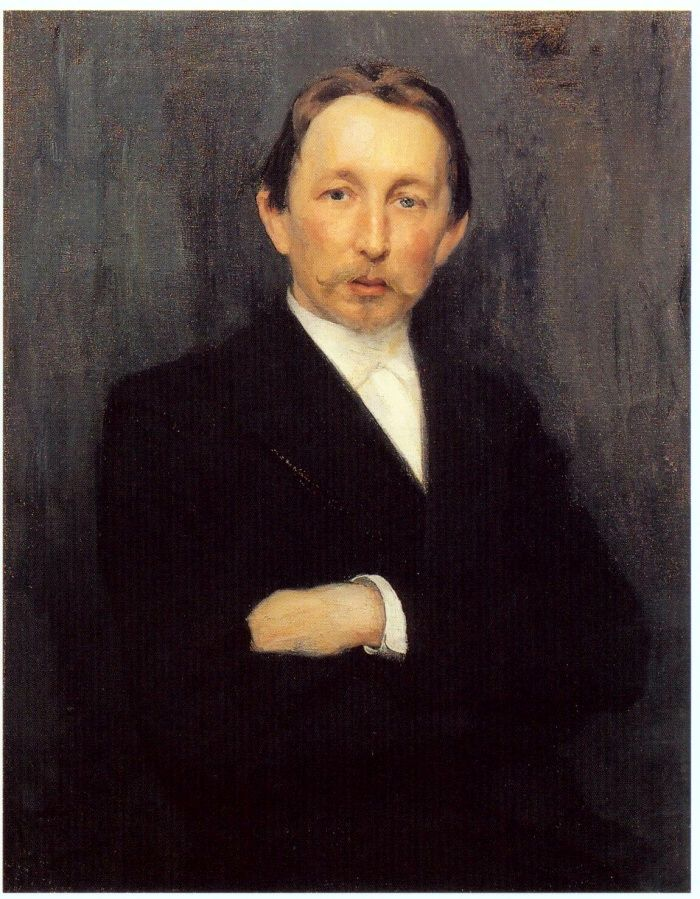
آپولیناری واسنتسف (۱۸۹۷)
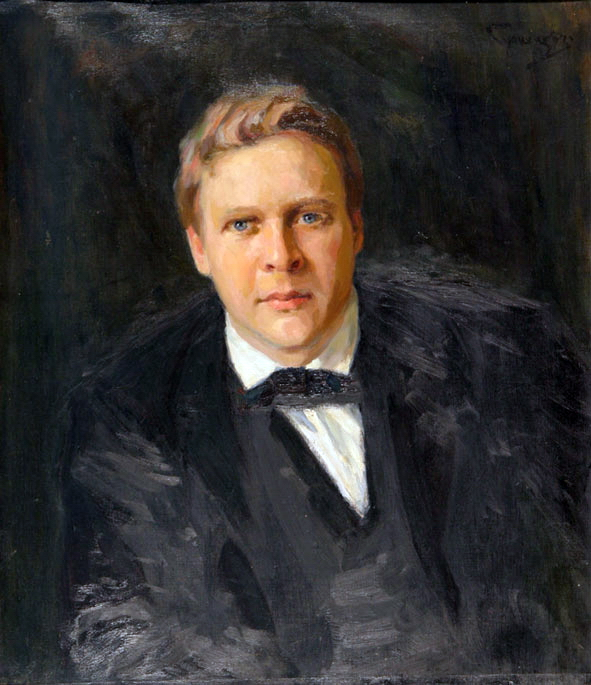
فئودور شالیاپین (۱۹۰۲)
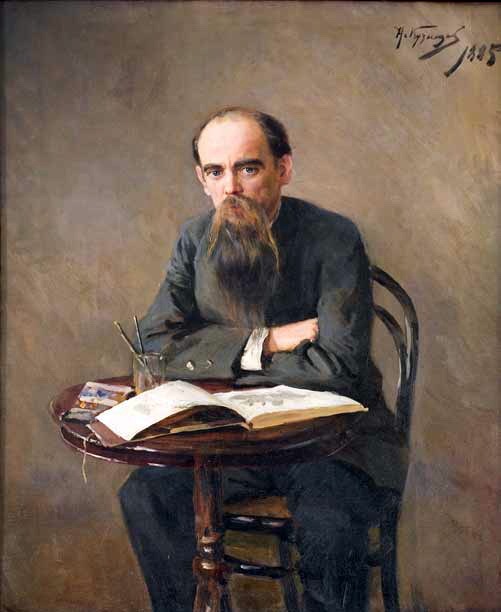
یفیم ولکوف (۱۸۸۵)
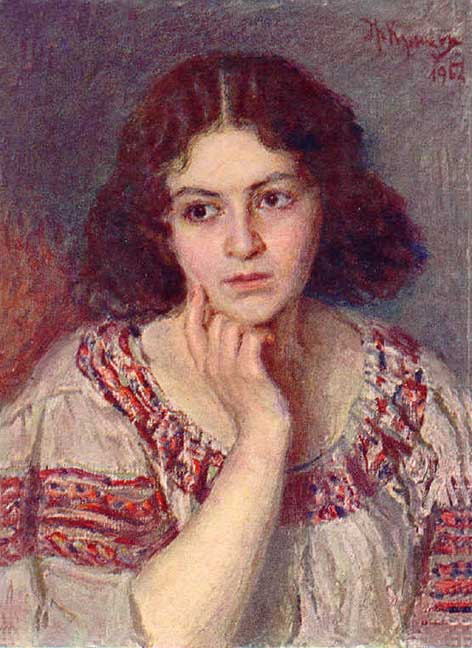
دخترش در لباس اپرای مازپا (۱۹۰۷)

## نقاشی‌های برگزیده

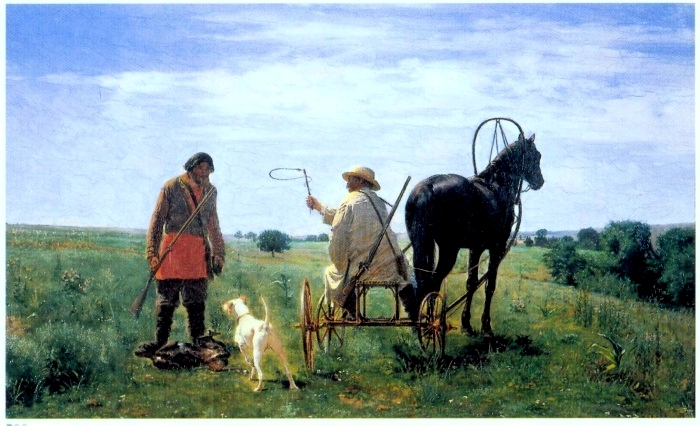
گشت و گذار در ملک (۱۸۷۹)
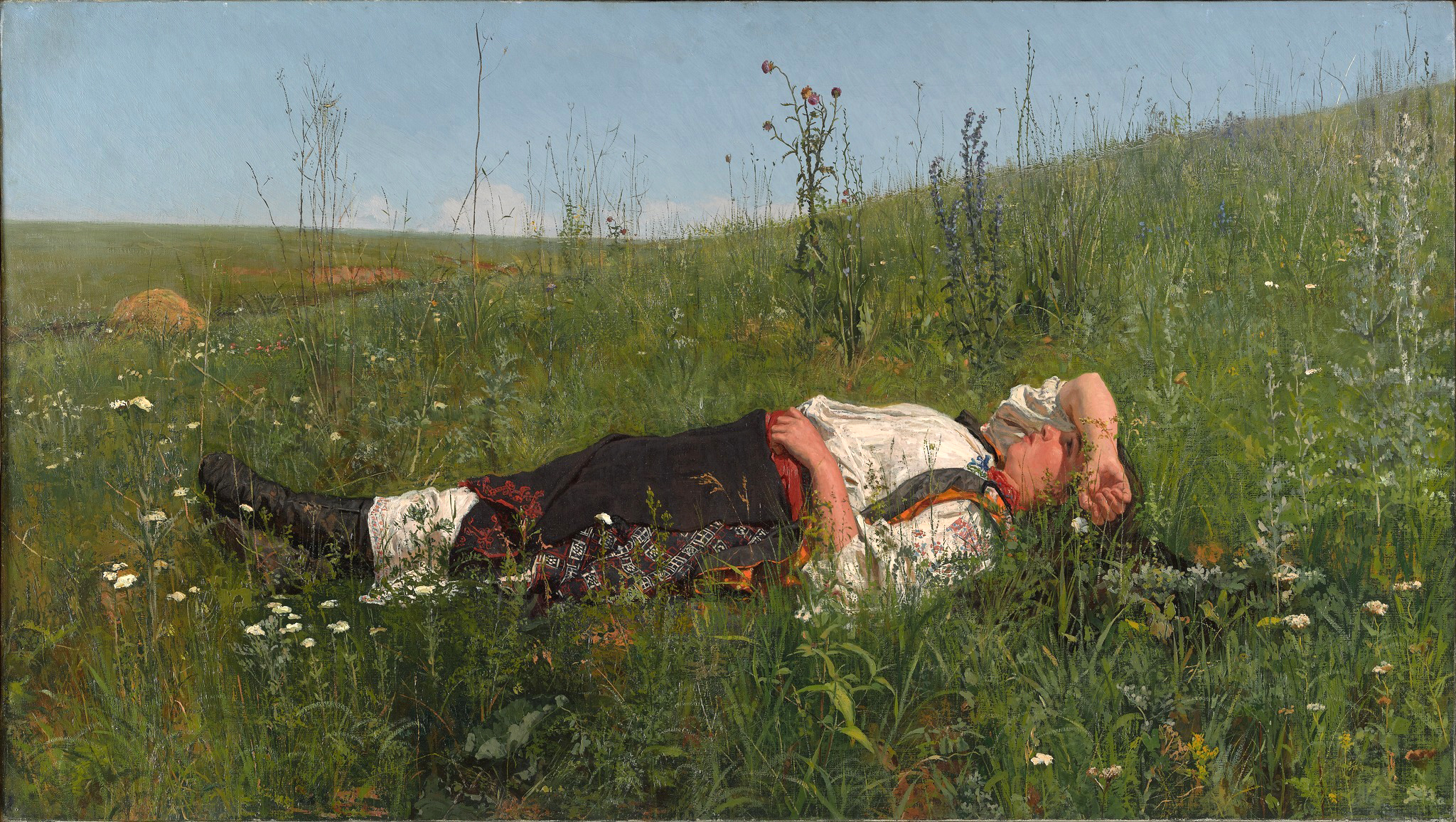
در تعطیلات (دختری در حال استراحت روی چمن) (۱۸۷۹-۱۸۸۱)
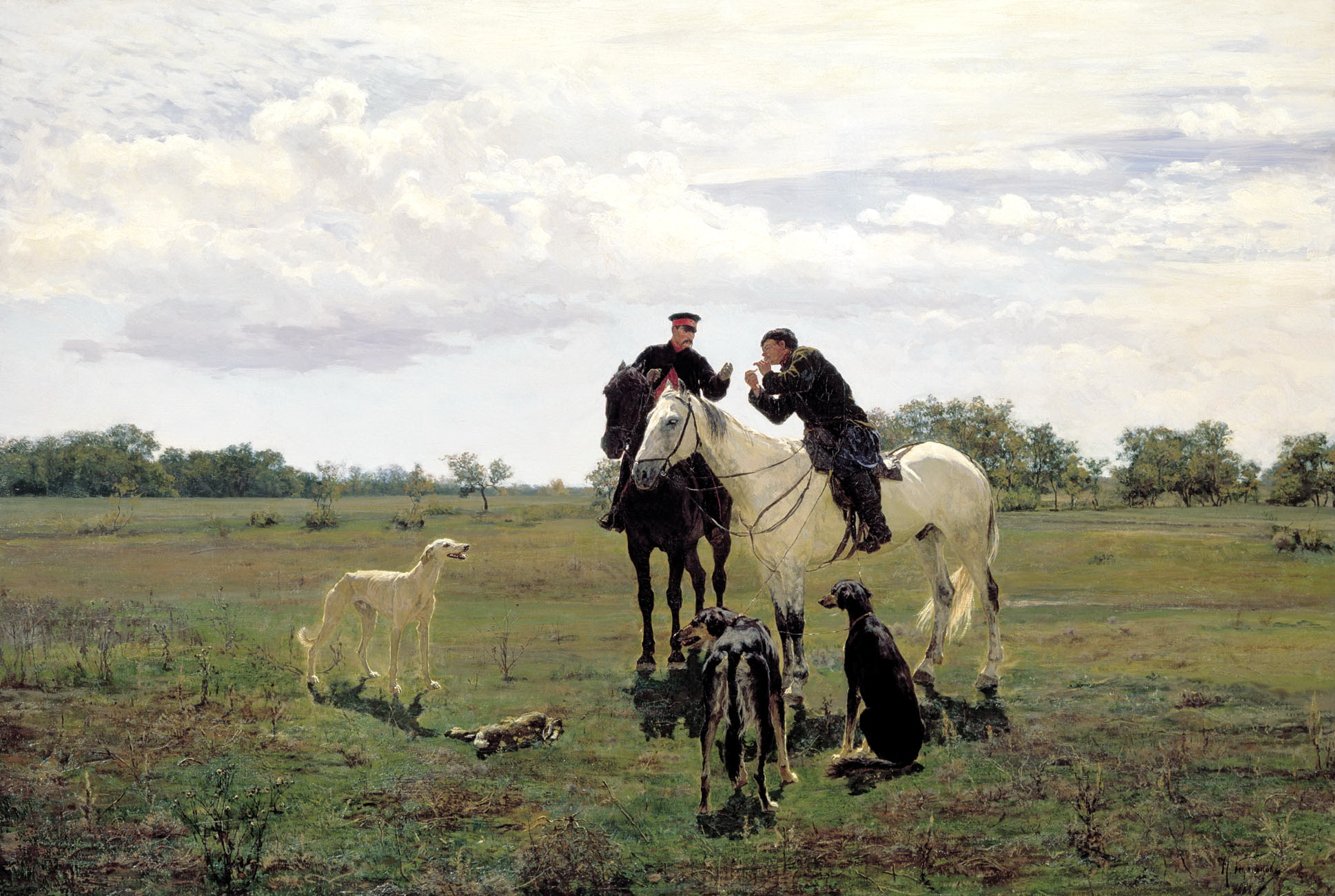
در مرخصی (۱۸۸۲)
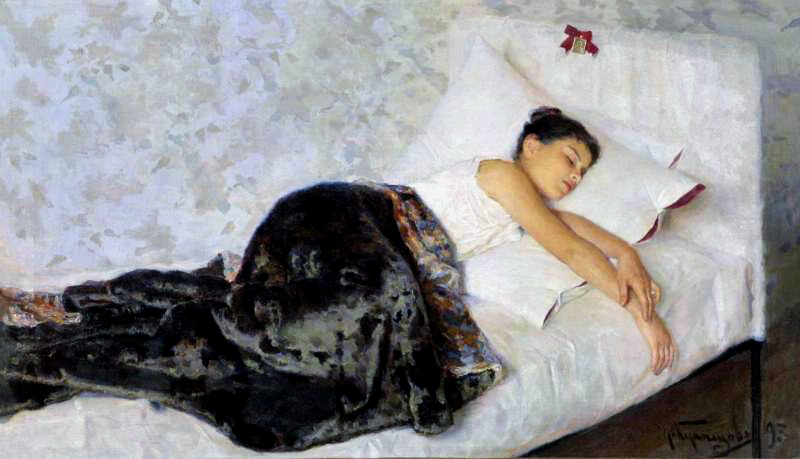
دختر خفته (۱۸۹۳)